# Paddy McHugh
Paddy McHugh (* 23. Januar 1953 im County Galway) ist ein früherer irischer Politiker. Von 2002 bis 2007 war er Teachta Dála im Dáil Éireann, im Unterhaus des irischen Parlaments.
McHugh wurde erstmals 1985 in den Galway County Council gewählt und hielt den Sitz bis 2004. Bis 2001 war er Mitglied der Fianna Fáil. Er wurde bei den Wahlen zum Dáil Éireann 2002 für den Wahlkreis Galway East als unabhängiger Kandidat in den Dáil gewählt. Dabei wurde er von seinem Schwager Seán Canney unterstützt. Diesen Sitz verlor McHugh aber bei den Wahlen 2007 wieder.